# Félix Maroto Moreno
Félix Maroto Moreno (ur. 30 stycznia 1915 w Gutierre-Muñoz, zm. 16 sierpnia 1936 w Fuente el Fresno) – hiszpański franciszkanin, alumn, męczennik chrześcijański i błogosławiony Kościoła rzymskokatolickiego.

## Biografia
Urodzony w Gutierre-Muñoz (prowincja Ávila) 30 stycznia 1915 roku. Trudniący się rolnictwem rodzice, Abundio i Juana byli religijni, należeli do stowarzyszeń katolickich. Matka Juana w późniejszym okresie została tercjarką franciszkańską. Félix był najmłodszym z sześciorga dzieci. Służył do mszy jako ministrant. W latach 1925–1930 był wychowankiem niższego seminarium prowadzonego przez franciszkanów, najpierw w Alcázar de San Juan (Ciudad Real), a następnie w La Puebla de Montalbán (Toledo). 1 czerwca 1930 roku wstąpił do nowicjatu w Arenas de San Pedro (Ávila). Pierwszą profesję złożył 2 czerwca 1931 roku.
Decyzją przełożonych został skierowany na studia filozoficzno-teologiczne, przygotowujące do przyjęcia święceń kapłańskich. W latach 1931–1934 studiował filozofię w Pastranie (Guadalajara). Dwa pierwsze lata studiów teologicznych odbył w Consuegra (Toledo, 1934–1936). Ze względu na obowiązek służby wojskowej data jego ślubów wieczystych musiała zostać odsunięta w czasie. Był prowadzącym redakcję seminaryjnego czasopisma. Po wybuchu hiszpańskiej wojny domowej nie opuścił klasztoru. Został rozstrzelany wraz ze współbraćmi z konwentu w Boca de Balondillo (Fuente el Fresno, Ciudad Real) 16 sierpnia 1936 roku.

## Beatyfikacja
Brat kleryk Félix Maroto Moreno OFM został ogłoszony błogosławionym wraz z innymi 497 męczennikami hiszpańskimi przez papieża Benedykta XVI na Placu Świętego Piotra 28 października 2007 roku. Mszy przewodniczył prefekt Kongregacji Spraw Kanonizacyjnych kardynał José Saraiva Martins.
Wspomnienie liturgiczne obchodzone jest jako obowiązkowe przez zakony franciszkańskie na terenie Hiszpanii, przypada 6 listopada.